# Филмски језик
Филмски језик или језик филма је термин из филмске теорије и означава скуп „правила“ и конотација које одређени филмски поступци (монтажни, стилски) собом носе. Као и сваки „језик“, овај термин је уско везан за нешто што се може назвати граматика филмског језика. То је покушај да се начине, објасне и систематизују правила филмског стваралаштва до којих се дошло на основу искуства и теоријских расправа. Читави правци у филмској теорији су се бавили овом проблематиком. Теоретичаре, који мисле да је могуће прецизно систематизовати филмски језик, углавном називају „граматичарима“. 
Филмски језик у ширем смислу, а нарочито „граматика филма“, користи се као помоћно средство за разумевање правила перцепције коју филмски ствараоци користе за постизање континуитета или дисконтинуитета (пре свега простора и времена), извођење стилских фигура и саопштавање или преношење неке идеје или емоције. 
Познати су покушаји одређених филмских стваралаца, попут Сергеја Ајзенштајна, да се са филмом поступа круто третирајући кадрове као симболе који, на различите начине повезани у филмске секвенце, дају нова и различита значења. 